# جام بین قاره‌ای ۱۹۶۷
جام بین قاره‌ای ۱۹۶۷ هشتمین دوره از جام بین قاره‌ای فوتبال بود که بین باشگاه سلتیک اسکاتلند، برنده جام باشگاه‌های اروپا ۶۷–۱۹۶۶، و تیم آرژانتینی راسینگ، برنده جام لیبرتادورس ۱۹۶۷ برگزار شد.

## تیم‌ها
| تیم    | نحوه صعود                          | حضور قبلی |
| ------ | ---------------------------------- | --------- |
| سلتیک  | قهرمان جام باشگاه‌های اروپا ۶۷–۱۹۶۶ | اولین بار |
| راسینگ | قهرمان جام لیبرتادورس ۱۹۶۷         | اولین بار |

## مسیر تا قهرمانی

### اروپا
| سلتیک           | سلتیک       | سلتیک  | سلتیک   | سلتیک     |
| مرحله           | حریف        | م.ر. ب | دور رفت | دور برگشت |
| --------------- | ----------- | ------ | ------- | --------- |
| یک‌شانزدهم نهایی | زوریخ       | ۵–۰    | ۲–۰     | ۳–۰       |
| یک‌هشتم نهایی    | نانت        | ۶–۲    | ۳–۱     | ۳–۱       |
| یک‌چهارم نهایی   | وویوودینا   | ۲–۱    | ۰–۱     | ۲–۰       |
| نیمه نهایی      | دوکلا پراگ  | ۳–۱    | ۳–۱     | ۰–۰       |
| فینال           | اینتر میلان | ۲–۱    | ۲–۱     | ۲–۱       |

### آمریکای جنوبی
| راسینگ      | راسینگ            | راسینگ  | راسینگ    | راسینگ |
| مرحله       | حریف              | دور رفت | دور برگشت | پلی‌آف  |
| ----------- | ----------------- | ------- | --------- | ------ |
| مرحله گروهی | ریور پلاته        | ۲–۰     | ۰–۰       |        |
| مرحله گروهی | ۳۱ اکتبر          | ۰–۳     | ۶–۰       |        |
| مرحله گروهی | ایندپندینته مدئین | ۲–۰     | ۵–۲       |        |
| مرحله گروهی | سانتا فه          | ۲–۱     | ۴–۱       |        |
| مرحله گروهی | بولیوار           | ۲–۰     | ۶–۰       |        |
| نیمه نهایی  | ریور پلاته        | ۰–۰     | ۳–۱       |        |
| نیمه نهایی  | یونیورسیتاریو     | ۲–۱     | ۲–۲       |        |
| نیمه نهایی  | کولو-کولو         | ۲–۰     | ۳–۱       |        |
| فینال       | ناسیونال          | ۰–۰     | ۰–۰       | ۲–۱    |

## قوانین جام بین قاره‌ای
قوانین این مسابقات با سایر مسابقات جام بین قاره‌ای متفاوت بود. یک مسابقه در کشور اصلی هر باشگاه شرکت کننده برگزار می‌شود. ۲ امتیاز برای برد، ۱ امتیاز برای تساوی و ۰ امتیاز برای شکست تعلق گرفت. برخلاف سایر بازی‌های این تورنمنت، مجموع گل‌ها در نظر گرفته نشد. به عبارت دیگر یک تیم می‌تواند اولین بازی خود را ۵–۰ برنده شود، سپس در بازی دوم ۴–۳ ببازد، اما باشگاه‌ها در امتیازات به تساوی برسند. در صورتی که تیم‌ها با همان تعداد امتیاز به پایان برسند، بازی پلی‌آف در یک کشور بی‌طرف در همان قاره‌ای برگزار می‌شود که مسابقه دوم در آن برگزار شد.

## بازی رفت
گزارش شده بود که این مسابقه حدود ۷۰،۰۰۰ پوند فروش بلیط داشته است، و اگرچه مبلغ نهایی کمی کمتر از ۶۰،۰۰۰ پوند بود، اما در آن زمان برای یک مسابقه فوتبال در اسکاتلند یک رکورد بود. بازیکنان راسینگ در صورت برنده شدن در سری بازی‌ها هر کدام ۲،۰۰۰ پوند پاداش دریافت می‌کردند (حقوق پایه سالانه آنها ۵،۰۰۰ پوند بود). در بدو ورود به اسکاتلند، تیم راسینگ به خاطر رفتار مودبانه‌شان مورد ستایش قرار گرفتند.
هومبرتو ماسکیو، مهاجم راسینگ، از نظر فنی تحت تعلیق بود، اما از آنجایی که جام بین قاره‌ای توسط فیفا تایید نشده بود، آرژانتینی‌ها به هر حال او را انتخاب کردند. جاک استاین، مدیر سلتیک، از اعتراض به این موضوع خودداری کرد و اظهار داشت که سلتیک مایل است در برابر "بهترین بازیکنانی که راسینگ می‌تواند در زمین قرار دهد" بازی کند. جیمی جانستون وینگر سلتیک برای بازی برگشت در آرژانتین در موقعیت مشابهی قرار داشت، اما اس‌اف‌ای اصرار داشت که او در آن بازی شرکت نکند. مدیر باشگاه مسابقه، خوان خوزه پیزوتی، علناً اعلام کرد که دلیلی نمی‌بیند که چرا جانستون نباید بازی کند. در این رویداد، استین اس‌اف‌ای را نادیده گرفت و جانستون در هر سه بازی بازی کرد.
جاک استین تا حد زیادی با همان تیمی که در می ۱۹۶۷ جام اروپا را برد، با تنها تغییر جان هیوز که جایگزین استیوی چالمرز در خط حمله شد، وارد میدان شد. راسینگ نیز تقریباً همان تیمی را به میدان آورد که جام لیبرتادورس را برد.
سلتیک بازی را هجومی آغاز کرد. در ۸ دقیقه، آلفیو باسیله، مدافع راسینگ، در حالی که جانستون به سمت دروازه دوید، خطا کرد. یک ضربه ایستگاهی توسط داور اسپانیایی اعلام شد، اگرچه به نظر می‌رسید این خطا در محوطه جریمه رخ داده است. جانستون به ایجاد مشکل در دفاع باشگاه راسینگ ادامه داد و در موارد متعددی خطا شد. از همان اوایل بازی، مشخص بود که آرژانتینی‌ها برای تساوی بازی کرده‌اند زیرا آنها بازی با دفاع انبوه و اتلاف وقت در هر فرصت ممکن را ترجیح دادند. بدتر از آن، بازی توسط خطا و تف کردن بی‌وقفه بدبینانه آنها خدشه دار شد. سلتیک برای بازی با ریتم عادی خود مشکل داشت و تنها توانست دو موقعیت گلزنی قابل توجه در نیمه اول را مدیریت کند. در نیمه دوم، جیمی جانستون با موهای خیس شده از تف حریفان به رختکن بازگشت.
نیمه دوم نیز به روشی مشابه آغاز شد و سلتیک در مقابل خط دفاعی عمیق باشگاه راسینگ پرس می‌کرد. بیلی مک‌نیل با ضربه سر از روی ضربه آزاد برتی آولد در دقیقه ۵۵ به تیر دروازه زد. در دقیقه ۶۹، دروازه‌بان آگوستین سیخاس شوت جان هیوز را به اطراف تیرک دروازه هل داد. هیوز ضربه کرنر حاصل را زد و مک‌نیل با وجود تلاش بیهوده روبن دیاز برای بیرون نگه داشتن توپ با دست، ضربه سر را روی سیخاس به گوشه دور دروازه زد.
سلتیک ۱–۰ برنده شد، اما بازیکنان آن نشانه‌هایی از شرکت در یک برخورد فیزیکی بیش از حد را نشان دادند. بیلی مک‌نیل چشم سیاهی داشت، برتی آولد در سرش ضربه‌ای خورده بود و ضربه شدیدی به گوش بابی لنوکس وارد شدکه باعث شد او در آخر هفته برای اسکاتلند بازی نکند. پس از مسابقه، استاین اظهار داشت که «تقریباً هر بازیکن سلتیک برای ضربه زدن نیاز به درمان دارد».
روزنامه ورزشی فرانسوی لکیپ جو بازی را "باورنکردنی" توصیف کرد، اما اشاره کرد که بازی با خطاهای بسیار زیادی در یک "نبرد خشمگین" خدشه دار شد. لکیپ اضافه کرد که سلتیک "از نظر سرزمینی بر رقبای خود تسلط داشت" و در "شرایط بسیار دشوار" پیروز شد. روزنامه ورزشی اسپانیایی مارکا دفاع باشگاه راسینگ و موفقیت آنها در خفه کردن بازی هجومی سلتیک را ستود. لاگاتزتا دلو اسپورت بیشتر از سلتیک انتقاد کرد و بیان کرد که برد اسکاتلندی‌ها در شب کسی را مسحور نکرد و سلتیک "خوش شانس" بود که راسینگ را شکست داد.

### جزئیات
| سلتیک            | ۱–۰   | راسینگ |
| ---------------- | ----- | ------ |
| - بیلی مک‌نیل ۶۹' | گزارش |        |

| سلتیک | راسینگ |

| GK         | ۱  | رونی سیمپسون         |
| RB         | ۲  | جیم کرایگ            |
| LB         | ۳  | تامی گمل             |
| CM         | ۴  | بابی مورداک          |
| CB         | ۵  | بیلی مک‌نیل (کاپیتان) |
| CB         | ۶  | جان کلارک            |
| RF         | ۷  | جیمی جانستون         |
| CF         | ۸  | بابی لنوکس           |
| CF         | ۹  | ویلی والاس           |
| CM         | ۱۰ | برتی آولد            |
| LF         | ۱۱ | جان هیوز             |
| سرمربی:    |    |                      |
| جاک استاین |    |                      |

| GK               | ۱  | آگوستین سیخاس          |
| RB               | ۲  | روبرتو پرفومو          |
| LB               | ۳  | روبن اوسوالدو دیاز     |
| CB               | ۴  | اسکار مارتین (کاپیتان) |
| MF               | ۵  | میگوئل موری            |
| CB               | ۶  | آلفیو باسیله           |
| RF               | ۷  | نوربرتو رافو           |
| MF               | ۸  | خوان کارلوس رولی       |
| CF               | ۹  | خوان کارلوس کاردناس    |
| CF               | ۱۰ | خوان خوزه رودریگز      |
| LF               | ۱۱ | هومبرتو ماسکیو         |
| سرمربی:          |    |                        |
| خوان خوزه پیزوتی |    |                        |

## بازی برگشت

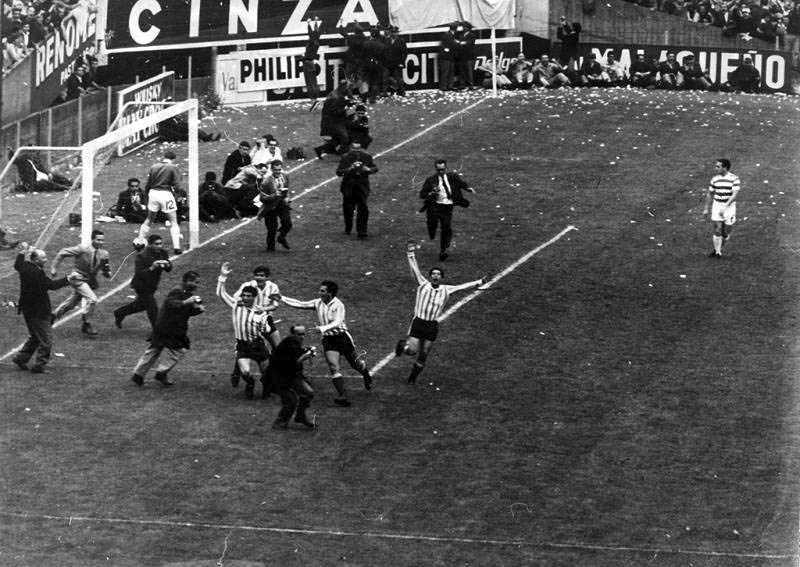
بازیکنان راسینگ در حال جشن گرفتن اولین گلی که رافو در آویاندا به ثمر رساند

در پیشبرد بازی دوم، راسینگ خود را در یک رکود دید. این باشگاه چهار بازی متوالی (از جمله بازی اول در اسکاتلند) را از دست داده بود و در هیچ یک از آنها موفق به گلزنی نشد. مدافع میگوئل موری سپس به یک تزریق ضد درد واکنش آلرژیک نشان داد و برای بازی دوم کنار گذاشته شد.
بازی برگشت در بوئنوس آیرس اولین باری بود که سلتیک از خط استوا عبور کرد و این سفر شامل یک پرواز ۲۰ ساعته از اسکاتلند بود. بیلی مک‌نیل، کاپیتان سلتیک، استقبال اولیه سلتیک در آرژانتین را بسیار گرم و دوستانه توصیف کرد. با این حال، در زمان بازی، جمعیت حاضر در استادیوم به طور قابل توجهی خصمانه‌تر بودند، و مک‌نیل بعداً استقبال در خوآن پرون را به عنوان "چیزی کمتر از وحشتناک" توصیف کرد.
در میان جو ناآرام در ورزشگاه، مشکلات حتی قبل از شروع بازی بالا گرفت. زمانی که رونی سیمپسون دروازه‌بان سلتیک در صف دروازه قرار گرفت، شیئی از روی تراس پرتاب شد و به سرش برخورد کرد. سیمپسون به شدت گیج شده بود و مجبور شد جان فالون را جایگزین دروازه کند. سیمپسون بر این باور بود که یک بطری به او اصابت کرده است، اما دیگران گفتند که این سنگی است که از یک منجنیق شلیک شده است.

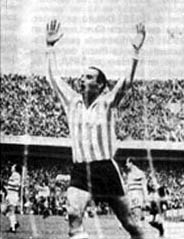
هومبرتو ماسکیو در حال جشن گرفتن گلزنی‌اش در برد ۲–۱ راسینگ در مقابل سلتیک

وقتی بازی در نهایت شروع شد، راسینگ بازی دفاعی خود در بازی اول را رها کرد و برای یک گل زودهنگام به جلو فشار آورد. ژائو کاردوسو با اجبار جان فالون را مهار کرد. سلتیک نیز حمله کرد و جانستون توپ را با ضربه سر وارد دروازه کرد تا آفساید اعلام شود. سلتیک در دقیقه ۲۲ بعد از سرنگون شدن جانستون در محوطه جریمه توسط سیخاس پیش افتاد. تامی گمل با وجود تلاش‌های یک دوجین عکاس مطبوعاتی آرژانتینی که به زمین حمله کرده بودند و در تلاش برای پرت کردن حواسش به او اشاره می‌کردند، ضربه پنالتی را گل کرد. با این حال، راسینگ تجمع کرد و در دقیقه ۳۴ با یک گل خوب به تساوی رسید. نوربرتو رافو با ضربه سر از روی سانتر ماسکیو از کنار فالون عبور کرد.
راسینگ در اوایل نیمه دوم پیش افتاد. خوان کارلوس کاردناس به پاس خوان رولی چسبید و از کنار فالون شوت کرد. پس از آن، راسینگ کنترل مسابقه را با کاهش سرعت و دفاع ماهرانه در برابر حملات سلتیک در دست گرفت.
علیرغم هرج و مرج در شروع با مصدومیت سیمپسون، خود مسابقه با روحیه بهتری نسبت به بازی اول انجام شد، که عمدتاً به دلیل قضاوت محکم استبان مارینو، داور اروگوئه‌ای بود. روزنامه پرتغالی ورزشی آبولا به این موضوع اشاره کرد که احساس می‌کرد این مقام اروگوئه‌ای بیشتر با مضحکه‌های آرژانتینی‌ها آشنا است.
پس از بازی، رختکن تیم اسکاتلندی توسط هواداران آرژانتینی مورد هجوم قرار گرفت و نبردی بین هواداران آرژانتینی و اروگوئه‌ای (که برای حمایت از سلتیک به بوئنوس آیرس سفر کرده بودند) در خارج از ورزشگاه آغاز شد.
جاک استاین، مدیر سلتیک که به طور فزاینده‌ای از رویدادهای داخل و خارج زمین عصبانی شده بود، به خبرنگاران گفت: "ما (سلتیک) نمی‌خواهیم برای سومین بازی به مونته‌ویدئو یا هر جای دیگری در آمریکای جنوبی برویم. اما می‌دانیم که باید این کار را انجام دهیم."

### جزئیات
| راسینگ                   | ۲–۱   | سلتیک              |
| ------------------------ | ----- | ------------------ |
| - رافو ۳۴' - کاردناس ۴۸' | گزارش | - گمل ۲۳' (پنالتی) |

| راسینگ | سلتیک |

| GK               | ۱  | آگوستین سیخاس          |
| RB               | ۲  | روبرتو پرفومو          |
| LB               | ۳  | نلسون چابای            |
| CB               | ۴  | اسکار مارتین (کاپیتان) |
| MF               | ۵  | خوان کارلوس رولی       |
| CB               | ۶  | آلفیو باسیله           |
| RF               | ۷  | نوربرتو رافو           |
| MF               | ۸  | خوائو کاردوسو          |
| CF               | ۹  | خوان کارلوس کاردناس    |
| CF               | ۱۰ | خوان خوزه رودریگز      |
| LF               | ۱۱ | هومبرتو ماسکیو         |
| سرمربی:          |    |                        |
| خوان خوزه پیزوتی |    |                        |

| GK         | ۱۲ | جان فالون            |
| RB         | ۲  | جیم کرایگ            |
| LB         | ۳  | تامی گمل             |
| CM         | ۴  | بابی مورداک          |
| CB         | ۵  | بیلی مک‌نیل (کاپیتان) |
| CB         | ۶  | جان کلارک            |
| RF         | ۷  | جیمی جانستون         |
| CF         | ۸  | ویلی والاس           |
| CF         | ۹  | استیوی چالمرز        |
| CM         | ۱۰ | ویلی اونیل           |
| LF         | ۱۱ | بابی لنوکس           |
| سرمربی:    |    |                      |
| جاک استاین |    |                      |

## پلی‌آف
از آنجایی که هر دو تیم پس از دو بازی هر کدام در دو امتیاز مساوی بودند، بازی پلی‌آف لازم بود در یک مکان بی‌طرف برگزار شود. مسابقه سوم در مونته‌ویدئو برگزار شد و از آن زمان به عنوان "نبرد مونته‌ویدئو" شناخته می‌شود.
در آماده‌سازی بازی سوم، جاک استاین به خبرنگاران گفت که سلتیک می‌خواهد برنده شود، "نه برای خودمان بلکه برای جلوگیری از قهرمان شدن راسینگ". با توجه به رفتار خشونت آمیز راسینگ در دو بازی قبلی، استاین اظهار داشت که بازیکنان سلتیک در بازی پلی‌آف به دنبال مشکل نخواهند بود، اما "نه وقتی که مجبور شوند" سلتیک، با این حال، از اقدامات احتیاطی ایمنی که در ورزشگاه سنتناریو وجود داشت، راضی بود. زمین توسط یک خندق با یک مانع فولادی و سیم خاردار احاطه شده بود و سکوها بسیار دورتر از زمین مسابقه بودند تا در زمین مسابقه باشگاه، بنابراین احتمال تکرار برخورد بازیکن با جسم پرتاب شده توسط هواداران به حداقل می‌رسید.

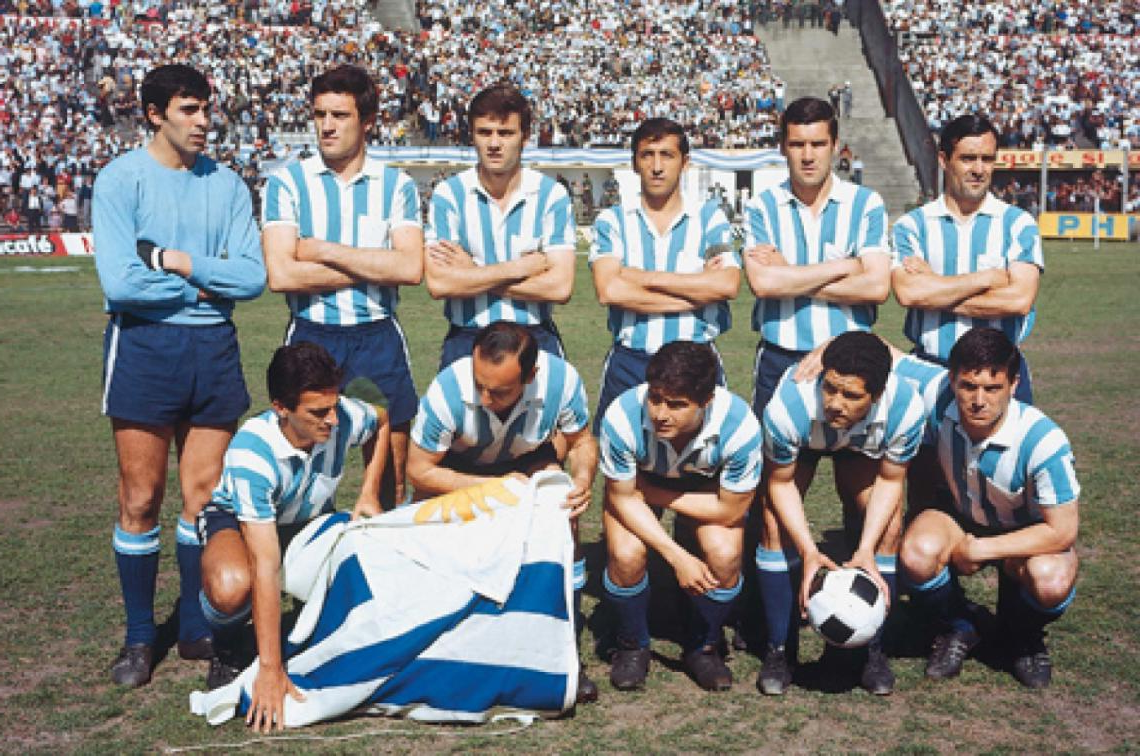
به خط شدن بازیکنان راسینگ قبل از بازی در مونته‌ویدئو

سلتیک اعلام کرد که برتی آولد و جان هیوز به جای ویلی اونیل و استیوی چالمرز که در بوئنوس آیرس بازی کرده بودند به تیم بازخواهند گشت. جان فالون به جای رونی سیمپسون جای خود را در دروازه حفظ کرد. راسینگ از اظهار نظر قبل از مسابقه در مورد ترکیب خودداری کرد.
بازی با خطاهای متوالی دو طرف آغاز شد. در نهایت رودولفو پرز اوسوریو، داور پاراگوئه‌ای، بازی را پس از ۲۳ دقیقه متوقف کرد و از طریق مترجم به هر دو کاپیتان هشدار داد که در صورت متوقف نشدن خطا، بازیکنان اخراج خواهند شد. اما به درخواست‌های او توجهی نشد.
این مسابقه ۱۴ دقیقه بعد زمانی آغاز شد که جیمی جانستون توسط خوان رولی سرنگون شد. هنگامی که جانستون از شدت درد روی زمین می‌پیچید، غوغایی بین بازیکنان مختلف حریف رخ داد. جان کلارک با مشت‌های بالا به رولی و آلفیو باسیل نزدیک شد و ژستی زد که یادآور یک بوکسور بدون بند انگشت بود. پلیس ضد شورش اروگوئه برای فرونشاندن این اغتشاش در زمین مسابقه حاضر شد. در نهایت پس از پنج دقیقه، باسیله از راسینگ و بابی لنوکس از سلتیک اخراج شدند. در ابتدا ناظران بر این باور بودند که لنوکس در یک پرونده هویت اشتباه اخراج شده است، زیرا به نظر نمی‌رسید که او مرتکب هیچ تخلفی شده باشد. با این حال بعداً مشخص شد که داور قبلاً تهدید کرده بود که شماره ۶ راسینگ (باسیله) و شماره ۸ سلتیک (لنوکس) را برای تخلف جدی بعدی که توسط طرف‌های مربوطه انجام می‌شود، اخراج خواهد کرد، حتی اگر خود بازیکن در این تخلف مقصر نباشد. جاک استاین تلاش کرد لنوکس در زمین بماند، اما بازیکن سلتیک در نهایت توسط افسر پلیسی که شمشیر در دست داشت از زمین بیرون رانده شد.
با از هم پاشیدن آرامش و نظم سلتیک، راسینگ شروع به استفاده از آن کرد. در دقیقه ۴۸، جانستون که توسط رولی مهار شد، با ناامیدی به تیم آرژانتینی حمله کرد و به درستی اخراج شد. شش دقیقه بعد، راسینگ زمانی که کاردناس از فاصله ۲۵ یاردی با یک ضربه عالی با پای چپ به گوشه بالا سمت چپ دروازه‌بان فالون گلزنی کرد، پیش افتاد. تعداد سلتیک بعد از ۷۴ دقیقه بیشتر کاهش یافت، زمانی که جان هیوز به دلیل لگد زدن سیخاس در حالی که روی زمین دراز کشیده بود اخراج شد. اندکی بعد، رولی به دلیل مشت زدن به جان کلارک از سلتیک اخراج شد. دو دقیقه مانده به پایان بازی، غوغای دیگری بین طرفین در گرفت که در نتیجه یک بار دیگر پلیس ضد شورش اروگوئه مداخله کرد. برتی آولد اخراج شد، اما حاضر به ترک زمین نشد و در نهایت بازی کامل را انجام داد. با این حال او توسط داور پس از آن گزارش شد. در حالی که آولد حاضر به ترک زمین نشد، در میان هرج و مرج کامل در زمین، تامی گمل به یکی از بازیکنان باشگاه راسینگ لگد در اندام تناسلی خود زد که مورد توجه داور قرار نگرفت. این بازی با نتیجه ۱–۰ به سود راسینگ به پایان رسید، و جام قهرمانان آمریکای جنوبی را به دست آورد و آنها را به اولین برنده آرژانتینی جام بین قاره‌ای تبدیل کرد. در مجموع، ۳۰ خطا در برابر سلتیک و ۲۱ خطا در برابر راسینگ انجام شد. با این حال اکثر خطاها بدون توجه بود یا توسط داور اعلام نشد.
از آنجایی که بازیکنان راسینگ می‌خواستند در تمام وقت یک دور افتخار در اطراف ورزشگاه انجام دهند، هواداران اروگوئه‌ای که از سلتیک حمایت می‌کردند، هر چیزی را که می‌توانستند پرتاب کنند، به آنها پرتاب کردند. بازیکنان راسینگ مجبور بودند در مرکز زمین منتظر بمانند تا پلیس راه را به رختکن آنها باز کند.
جاک استاین پس از مسابقه اظهار داشت: "من دیگر تیمی را به آمریکای جنوبی برای این همه پول در جهان نمی‌آورم."
در یک سری مسابقات غیرقابل تحمل و بد روحیه، حداقل یک رفتار ورزشی وجود داشت. پس از حضور تمام وقت در مونته‌ویدئو، وقتی روبرتو پرفیمو، مدافع باشگاه راسینگ، راهی تونل شد، بیلی مک‌نیل، کاپیتان سلتیک به او نزدیک شد. پرفیمو که در ابتدا نگران بود، سپس متوجه شد که مک‌نیل می‌خواهد دست بدهد. بازیکنان سپس پیراهن‌های خود را رد و بدل کردند و پس از آن پرفیمو مک‌نیل را در آغوش گرفت و به او (به زبان اسپانیایی) گفت: "فوتبال باید اینگونه بازی شود". مک نیل لبخندی زد و به زبان اسپانیایی کامل پاسخ داد: "موفق باشی، موفق باشی." پرفومو بعداً قدردانی خود را از اخلاق ورزشی مک‌نیل ابراز کرد و رویارویی آنها را به عنوان "گران‌ترین لحظه او در این مسابقات جهانی" توصیف کرد.

### جزئیات
| راسینگ        | ۱–۰   | سلتیک |
| ------------- | ----- | ----- |
| - کاردناس ۵۵' | گزارش |       |

| راسینگ | سلتیک |

| GK               | ۱  | آگوستین سیخاس          |     |
| RB               | ۲  | روبرتو پرفومو          |     |
| LB               | ۳  | نلسون چابای            |     |
| CB               | ۴  | اسکار مارتین (کاپیتان) |     |
| MF               | ۵  | خوان کارلوس رولی       | '۷۸ |
| CB               | ۶  | آلفیو باسیله           | '۴۲ |
| RF               | ۷  | نوربرتو رافو           |     |
| MF               | ۸  | خوائو کاردوسو          |     |
| CF               | ۹  | خوان کارلوس کاردناس    |     |
| CF               | ۱۰ | خوان خوزه رودریگز      |     |
| LF               | ۱۱ | هومبرتو ماسکیو         |     |
| سرمربی:          |    |                        |     |
| خوان خوزه پیزوتی |    |                        |     |

| GK         | ۱  | جان فالون            |     |
| RB         | ۲  | جیم کرایگ            |     |
| LB         | ۳  | تامی گمل             |     |
| CM         | ۴  | بابی مورداک          |     |
| CB         | ۵  | بیلی مک‌نیل (کاپیتان) |     |
| CB         | ۶  | جان کلارک            |     |
| RF         | ۷  | جیمی جانستون         | '۴۸ |
| CF         | ۸  | بابی لنوکس           | '۴۲ |
| CF         | ۹  | ویلی والاس           |     |
| CM         | ۱۰ | برتی آولد            | '۸۸ |
| LF         | ۱۱ | جان هیوز             | '۷۴ |
| سرمربی:    |    |                      |     |
| جاک استاین |    |                      |     |

## بعد از بازی

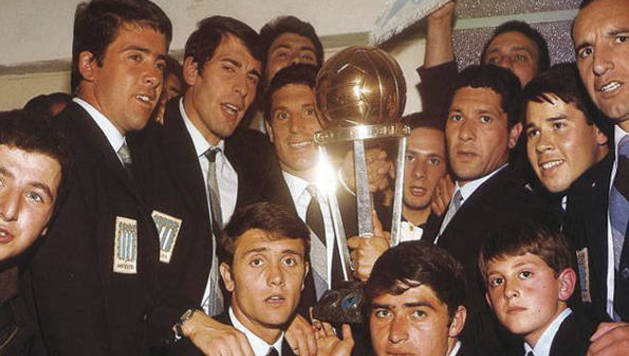
بازیکنان راسینگ که با جام بین قاره‌ای ژست گرفته‌اند

پیروزی راسینگ در سرتاسر آرژانتین حتی توسط هواداران باشگاه‌های رقیب تحسین شد. باسیله، مدافع راسینگ، این برد را "شادی بی‌نظیر که برای من به‌عنوان یک بازیکن بزرگ‌ترین لذتی بود که تا به حال تجربه کرده‌ام" توصیف کرد و اشاره کرد که حتی هواداران رقیب ایندپندینته هم جشن گرفتند. بازیکنان راسینگ همگی یک ماشین جدید و همچنین پاداش ۲،۰۰۰ پوندی وعده داده شده خود دریافت کردند.
سلتیک به اسکاتلند بازگشت و رابرت کلی، رئیس هیئت مدیره، از بازی به عنوان "بازی زشت و وحشیانه بدون فوتبال" یاد کرد. او همچنین ابراز ناامیدی کرد که سلتیک "برای دفاع از خود به آن سطح پایین آمد." چند روز بعد، هیئت مدیره سلتیک هر بازیکنی را به دلیل رفتارشان در مونته‌ویدئو، ۲۵۰ پوند جریمه کرد. گزارش‌های مربوط به پاداش‌های بازیکنان باشگاه مسابقه‌ای فقط به بدنامی بازی اضافه کرد.
پوشش مطبوعاتی مسابقه مونته‌ویدئو کوبنده بود. رویترز این مسابقه را به عنوان "یک نزاع در اتاق بار با مهارت‌های فوتبال رها شده برای تاب دادن مشت‌ها، پرواز چکمه‌ها و چک کردن بدن آشکار" توصیف کرد. لکیپ این مسابقه را "نمایش غم انگیز" توصیف کرد. آنها خاطرنشان کردند که "آرژانتینی ها خصومت‌ها را آغاز کردند" اما اشاره کردند که سلتیک "از هر فرصتی برای پاسخ دادن به ضربات استفاده کرد".
روابط بین قاره‌ای بعدی اغلب دوباره به خشونت کشیده می‌شد. جدال سال بعد بین منچستر یونایتد و دیگر تیم آرژانتینی، استودیانتس، دوباره با بازی بدبینانه مستمر از سوی طرف آمریکای جنوبی همراه بود. خشونت‌های بدتری در بازی سال ۱۹۶۹ بین استودیانتس و آث میلان رخ داد، جایی که پیرینو پراتی بازیکن میلان بیهوش شد و نستور کومبا توسط چندین بازیکن آرژانتینی مورد ضرب و شتم قرار گرفت و سپس به صورت نیمه هوشیار از روی برانکارد کشیده شد و توسط پلیس آرژانتین به اتهامات واهی دستگیر شد. خشونت فزاینده تیم‌های آمریکای جنوبی منجر به عدم تمایل چندین باشگاه اروپایی برای شرکت در جام بین قاره‌ای در طول دهه ۱۹۷۰ شد.
این بازی همچنین الهام بخش آهنگ محبوب سلتیک به نام "آهنگ قهرمانی باشگاه‌های جهان" بود که مسابقه را به عنوان "کثیف ترین بازی که من تا به حال دیده‌ام" توصیف می‌کند.
در سال ۲۰۱۷، فیفا به طور رسمی همه برندگان جام بین قاره‌ای، از جمله باشگاه راسینگ را به عنوان "قهرمانان جهان" به رسمیت شناخت.